# Fair Grounds Race Course

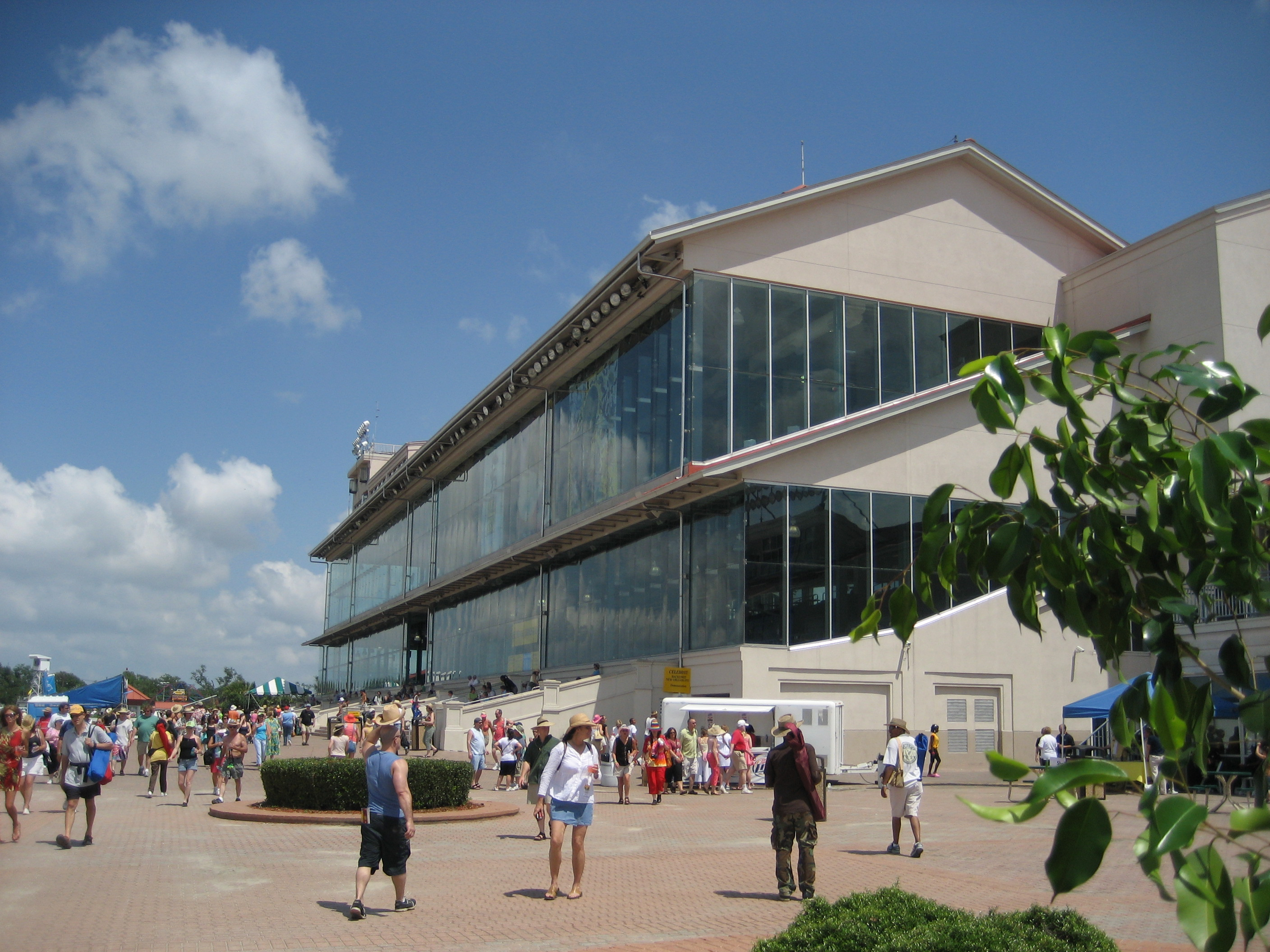
Das Hauptgebäude im Jahr 2007

Der Fair Grounds Race Course, auch bekannt als New Orleans Fair Grounds, ist eine Pferderennbahn und ein Casino in New Orleans.

## Geschichte
Die ersten Pferderennen fanden hier im Jahr 1839 statt. 13 Jahre später wurde auf dem Gelände der zuvor improvisierten Pferdestrecke eine Rennstrecke mit Haupthaus und Ställen errichtet. Es ist die drittälteste Rennbahn ihrer Art und Funktion in den Vereinigten Staaten. Seitdem ist die Strecke Austragungsort für verschiedenste Pferdewettkämpfe in den USA. Im Jahr 1921 fand das bislang einzige Autorennen auf dem Gelände statt. Im Jahr 1971 wurde die Fair Grounds Racing Hall of Fame eröffnet. Im Jahr 1981 wurde die Bahn renoviert und erweitert.
Das Areal ist außerdem Austragungsort des New Orleans Jazz & Heritage Festival.